# Niederdonven
Niederdonven (Luxemburgs: Nidderdonwen) is een plaats in de gemeente Flaxweiler en het kanton Grevenmacher in Luxemburg.
Niederdonven telt 306 inwoners (2001).